# Footsteps (Pearl Jam)
Footsteps è una canzone dei Pearl Jam che è apparsa come b-side del singolo Jeremy. La musica della canzone è uguale a quella di "Times Of Trouble" dei Temple of the Dog. Il chitarrista Stone Gossard è accreditato di aver composto la musica in entrambe le versioni.
Nel 2003 fu inclusa nella raccolta di rarità e b-sides Lost Dogs; tuttavia la canzone, nella raccolta, presenta il suono di una armonica aggiunto alle registrazioni originali.

## Significato del testo
Capitolo finale di quella che è nota come la Mamasan Trilogy, preceduta dalle canzoni Alive e Once, la canzone parla di un carcerato, ormai condannato a morte per omicidio, che guarda al passato.